# Bruce Boxleitner
Bruce William Boxleitner (Elgin, Illinois, 12 mei 1950) is een Amerikaans acteur, vooral bekend geworden door zijn rol als president John Sheridan in de tv-serie Babylon 5. In de jaren tachtig speelde hij Lee Stetson in de avonturen-serie Scarecrow and Mrs. King, samen met Kate Jackson.
Hij debuteerde in 1973 in een aflevering van Mary Tyler Moore. Vervolgens speelde hij gastrollen in Gunsmoke (toevallig in de allerlaatste aflevering), Hawaii Five-O en Baretta. Hij speelde Luke Macahan in de tv-bewerking van How the West Was Won. Verder speelde hij gedurende zijn lange carrière vele filmrollen, waaronder die van het titelpersonage uit de innovatieve film Tron van Walt Disney Pictures uit 1982.
Tevens vertolkte hij begin jaren tachtig de rol van Frank Buck in de kinderavonturenserie Bring 'em back alive, in Nederland uitgezonden door de TROS onder de titel Frank Buck.
Meer recent was hij te zien in Heroes en verscheen hij in de film Shadows in Paradise. Ook speelde hij opnieuw de rol van Tron in de opvolger Tron: Legacy uit 2010.
Van 1995 tot 2011 was hij getrouwd met actrice Melissa Gilbert. Daarvoor was hij tussen 1977 en 1987 getrouwd met Kathryn Holcomb. Uit dat huwelijk werden twee kinderen geboren. Met Gilbert kreeg hij nog een zoon.
- Biblioteca Nacional de España: XX1107952
- Bibliothèque nationale de France: cb14036492c (data)
- Gemeinsame Normdatei: 141292563
- International Standard Name Identifier: 0000 0001 1933 499X
- Library of Congress Control Number: no96053216
- Nationale Bibliotheek van Tsjechië: xx0150917
- Nationale Bibliotheek van Polen: a0000001602252
- Système universitaire de documentation: 164787623
- Virtual International Authority File: 32198097
- WorldCat: E39PBJbxHpTmJ6FyD793pMT8md